# Mörigen
Mörigen är en ort och kommun i distriktet Biel i kantonen Bern, Schweiz. Kommunen har 888 invånare (2023).